# موضوع شاخه‌های گل رز بود
موضوع شاخه‌های گل رز بود (انگلیسی: The Subject Was Roses) فیلمی در ژانر درام است که در سال ۱۹۶۸ منتشر شد. از بازیگران آن می‌توان به پاتریشا نیل، جک آلبرتسون، و مارتین شین اشاره کرد.